# ¿De acuerdo, Susana?
¿De acuerdo, Susana? es una obra de teatro en tres actos de Carlos Llopis, estrenada en 1955.

## Argumento
El hilo argumental gira en torno a las relaciones entre Susana una ratera poco hábil e insegura y Alberto un implacable y elegante ladrón de guante blanco. La rivalidad entre ambos por los mejores botines va dejando poco a poco paso a la mutua atracción.

## Representaciones destacadas
- Teatro (Estreno, Teatro de la Comedia de Madrid, 9 de abril de 1955). Intérpretes: Alberto Closas, María del Carmen Díaz de Mendoza, Mercedes Muñoz Sampedro, José García Noval, Carlos Mendy.
- Cine (Casi un caballero, España, 1964). Dirección: José María Forqué. Intérpretes: Alberto Closas, Concha Velasco, José Luis López Vázquez, Alfredo Landa, Antonio Ferrandis y Agustín González.
- Televisión (Teatro de humor, Televisión española, 9 de mayo de 1965). Intérpretes: Jesús Puente, Paula Martel, Valeriano Andrés, Vicente Haro, Sancho Gracia, María Banquer, Fernando Sánchez Polack, Juan José Otegui.